# ロッテルダム・フィルハーモニー管弦楽団
ロッテルダム・フィルハーモニー管弦楽団（オランダ語：Rotterdams Philharmonisch Orkest）は、オランダ・ロッテルダムに本拠を置くオーケストラ。

## 概要
創立は1918年であり、アマチュアのオーケストラとしてスタートした。初代の首席指揮者はヴィレム・フェルツァー。
1930年から1962年までエドゥアルド・フリプセが首席指揮者を務め、このオーケストラの特色である切れの良いアンサンブルを定着させた。
以後、主な歴代指揮者として、ジャン・フルネ、エド・デ・ワールト、デイヴィッド・ジンマン、ジェームズ・コンロン、ジェフリー・テイトなどがおり、1995年から2008年までヴァレリー・ゲルギエフ、2008年にヤニック・ネゼ＝セガンがその任を引き継いだ。2018年9月からはラハフ・シャニが首席指揮者を務めている。
本拠地は1935年に建設されたデ・ドゥーレンであったが、1940年に空襲で破壊された。1966年に同名のホールが再建され、ここで定期演奏会が行われている。
他に年に数回、オランダ歌劇場（De Nederlandse Opera）のピットに入り、オペラ演奏も行っている。

## 歴代首席指揮者
- ウィレム・フェルツァー（1918年-1928年）
- アレクサンダー・シュミュラー（1928年-1930年）
- エドゥアルド・フリプセ（1930年-1962年）
- フランツ＝パウル・デッカー（1962年-1967年）
- ジャン・フルネ（1968年-1973年）
- エド・デ・ワールト（1973年-1979年）
- デイヴィッド・ジンマン（1979年-1982年）
- ジェームズ・コンロン（1983年-1991年）
- ジェフリー・テイト（1991年-1995年）
- ヴァレリー・ゲルギエフ（1995年-2008年）
- ヤニック・ネゼ＝セガン (2008年–2018年)
- ラハフ・シャニ（2018年～ ）